# Cadillac (Gironde)
Cadillac je francouzská obec v departementu Gironde v regionu Akvitánie. Leží na řece Garonne asi 25 km jihovýchodně od Bordeaux. V roce 2009 zde žilo 2 427 obyvatel. Je centrem kantonu Cadillac.
Skrze osobu Antoina de Lamothe, sieura de Cadillac, francouzského kolonizátora v Americe a zakladatele Detroitu, je Cadillac eponymem stejnojmenné americké značky automobilů.